# Futbol'nyj Klub Mordovija
Il Futbol'nyj Klub Mordovija, (in russo Футбольный клуб Мордовия?), comunemente noto come Mordovija Saransk, era una società calcistica russa con sede nella città di Saransk, capitale della Repubblica di Mordovia.
Dissoltasi nel 2020, nella stagione 2011-2012 aveva vinto la Pervyj divizion, ottenendo in tal modo la sua prima promozione nella Prem'er-Liga.

## Storia

### Unione Sovietica
La società fu fondata nell'estate del 1961 con il nome di Stroitel' Saransk, ma l'anno dopo acquisì il nome di Spartak Saransk e lo conservò fino al 1971. Dopo la riforma del campionato sovietico di calcio del 1963 militò nella terza serie fino al 1972, con la sola eccezione del 1970, anno in cui fu relegata nelle leghe amatoriali. Dal 1973 al 1979 prese il nome di Elektrosvet Saransk e partecipò ai campionati minori. Nel 1980 fu promossa in terza serie e cambiò ancora una volta nome in Svetotechnika Saransk.

### Primi anni russi
All'inizio degli anni novanta giocò le sue prime due stagioni in Pervaja liga e nel 1993 giunse ai quarti di finale nella Coppa di Russia. Nel 1994 tuttavia retrocesse in Vtoroj divizion.

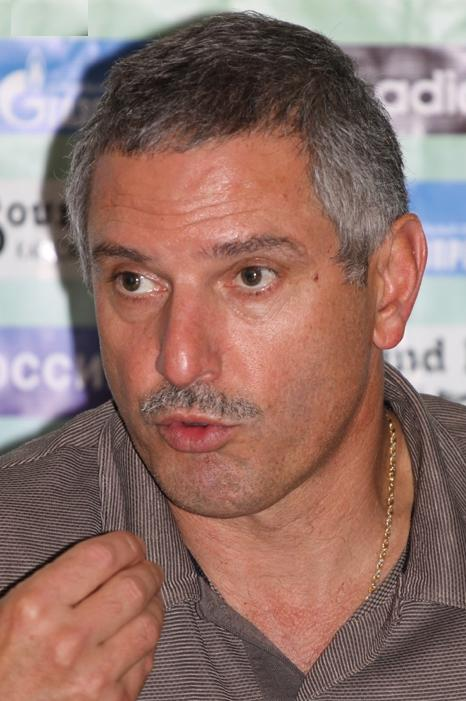
Fëdor Ščerbačenko, l'allenatore della prima storica promozione in Prem'er-Liga nel 2012

Nel 2001 e nel 2002 si classificò al secondo posto del proprio gruppo di terza serie. Nel 2003 la squadra prese il nome di Lisma-Mordovija Saransk e nel 2005 si fuse con un'altra squadra cittadina, il Biochimik Mordovija, assumendo il nome attuale. Nel 2009 tornò in Pervyj divizion, dove è rimasta fino alla stagione 2011-2012 quando ha ottenuto la sua prima promozione in Prem'er-Liga, sotto la guida di Fëdor Ščerbačenko; trascinatore della squadra è stato Ruslan Muchametšin, autore di 31 reti in 50 presenze nella Pervj Division.

### La prima stagione in Prem'er-Liga
Per affrontare la nuova stagione, il Mordovia ingaggia a parametro zero il portiere Dmitri Abakumov dal KAMAZ e l'ex bandiera del Kryl'ja Sovetov Samara Anton Bobër, acquista per 400.000 € l'attaccante sloveno Dalibor Volaš e prende in prestito il croato Tomislav Dujmović dalla Dinamo Mosca, il mediano Evgenij Aldonin dal CSKA Mosca e il valido regista Roman Kontsedalov (per 300.000 € fino a gennaio) dallo Spartak Nalchik. Nelle ultime ore di mercato vengono ufficializzati anche il terzino bielorusso Ihar Šytaŭ, in prestito dalla Dinamo Mosca, e il centrocampista Aleksey Ivanov, svincolatosi dall'Anzhi. Diversi sono anche i giocatori in uscita, tutti a parametro zero: il portiere Aleksandr Agapov accasatosi allo Ska Energiya Khabarovsk, il terzino Konstantin Zajtsev al Tjumen', il difensore centrale Vladimir Ponomarëv in prestito alla Torpedo Mosca, il regista cileno Gerson Acevedo e il trequartista Anatoly Gerk, entrambi all'Ural Ekaterinburg e infine la punta ucraina Taras Lazarovych. A lasciare il club è infine anche l'ala destra Elbrus Tandelov, rimasto senza contratto.
L'esordio del Mordovia in Prem'er-Liga avviene venerdì 20 luglio 2012 allo Start Stadion di Saransk contro la Lokomotiv Mosca. Il primo goal nella storia del club nella massima divisione è di Kirill Pančenko che sblocca la gara, terminata poi 3-2 per gli ospiti (di Dmitry Torbinsky, Magomed Ozdoev, Vedran Ćorluka e Evgeny Osipov le altre reti).
Il 19 novembre 2012, dopo un pessimo avvio in campionato, la società di Saransk ha deciso di esonerare il tecnico Fëdor Ščerbačenko, sostituendolo con il team manager Vladimir Bibikov nel ruolo di traghettatore. Il 29 dicembre 2012, dopo una lunga trattativa, la società ufficializza come nuovo tecnico il rumeno Dorinel Munteanu, che firma un contratto fino al 30 maggio 2014 a 500.000 € all'anno.
Il mercato di gennaio si apre con la cessione di Aleksandr Simčević ai kazaki del Karaganda e il termine del prestito di Roman Kontsedalov, tornato allo Spartak-Nal'čik. Il primo acquisto del mercato di riparazione arriva il 27 gennaio, con l'ingaggio, su richiesta precisa di Munteanu, del difensore serbo Milan Perendija, mentre il giorno successivo viene presa l'ala rumena Daniel Oprița dal Petrolul.

### Il fallimento
Il 18 giugno 2020, il direttore del club Nikolay Levin ha confermato che il club non ha ottenuto la licenza FNL per l'anno 2020-2021. Il club non è stato ammesso a nessuna Lega russa di calcio professionistico, perdendo così lo status professionale.

## Stadio
Giocava le partite casalinghe presso il piccolo Start Stadion. Il nuovo impianto denominato "Mordovia Arena", che ha ospitato alcune partite del Campionato mondiale di calcio 2018, è stato inaugurato nel 2017.

## Palmarès

### Competizioni nazionali
- Pervenstvo Professional'noj Futbol'noj Ligi: 5

2000, 2001, 2002, 2009, 2017-2018 (Girone Urali-Volga)
- Kubok PFL: 1

2009

## Statistiche
Aggiornate al 14 maggio 2013.
| Primatisti di presenze - 421 - Aleksej Bessonov (1980-1994) - 403 - Vitalij Nikulkin (1989-2007) - 317 - Valerij Strokov (1980-1996) - 304 - Sergej Dikarev (1981-1999) - 301 - Oleg Antonov (1989-2001) | Primatisti di presenze in RPL - 28 - Ruslan Muchametšin (2012-) - 26 - Kirill Pančenko (2012-) - 25 - Anton Bobër (2012-) - 24 - Tomislav Dujmović (2012-) - 23 - Yuri Kuleshov (2012-) | Primatisti di reti - 110 - Vitalij Nikulkin (1989-2007) - 88 - Valerij Guba (1981-1989) - 78 - Aleksej Bessonov (1980-1994) - 64 - Il'ja Borodin (2001-2004) - 57 - Jurij Zarubin (1961-1967) | Primatisti di reti in RPL - 9 - Ruslan Muchametšin (2012-) - 5 - Kirill Pančenko (2012-) - 3 - Anton Bobër (2012-) - 3 - Evgeny Osipov (2012-) - 2 - Daniel Oprița (2013-) |